# Rosario Schicchi
Rosario Schicchi (n. 1957, Italia ) es un botánico italiano. Es profesor de botánica sistemática en el Departamento de Ciencia Botánica de la Universidad de Palermo.
Desde 2005 es componente del Grupo de Conservación de la Naturaleza de la Sociedad Botánica Italiana.
Forma parte del Comité Científico del "Museo natural "Francesco Minà Palumbo".

## Algunas publicaciones
- R. Schicchi, Pasquale Marino, F.M. Raimondo. 2008 - Individuazione, valutazione e raccolta del germoplasma delle specie arboree da frutto di prevalente interesse negli agrosistemi tradizionali della Sicilia. Vol. 41 de Collana Sicilia Foreste: Supplemento alla rivista trimestale Siciclia Foreste. Editor Dip. Azienda Regionale Foreste Demaniali, 207 pp. ISBN 8890310812

- Raimondo, F.M., Schicchi, R. Mazzola P. 2006 — Pyrus castribonensis (Rosaceae) nuova specie della Sicilia. — Naturalista sicil. XXX ( 3-4) s.4.: 325-330. ISSN 0394-0063

- Raimondo, F.M., Schicchi, R. Marino P., 2006 — Pyrus sicanorum (Rosaceae) a new species from Sicily. — Fl. Medit. 16: 379-384. ISSN 1120-4052

- Raimondo, F.M., Schicchi, R. 2004 — Pyrus vallis-demonis (Rosaceae) a new species from the Nebrodi Mountains (NE-Sicily). — Bocconea 17: 325-330. ISSN 1120-4062

- Conte L., Cotti C., Schicchi R., Raimondo F.M., Cristofolini G. 2004 — Detection of ephemeral genetic sub-structure in the narrow endemic Abies nebrodensis (Lojac.) Mattei (Pinaceae) using RAPD markers. — Plant Biosystems 138:279-289

- Mazzola, P., Raimondo, F.M., Schicchi R. 2003 — The agro-biodiversity of Sicily in ancient herbaria and illustrated works. — Bocconea 16 (1): 311-321. ISSN 1120-4060

- Schicchi R. 2003 — Il genere Bidens L. (Asteraceae) in Sicilia. Naturalista sicil., Vol. XXVII, N. 3-4 s.4.: 313-321. — ISSN 0394-0063

- Schicchi R., Venturella G., Filippone A., Raimondo F.M., 1990 — Caratteri distributivi e fitocenotici dei castagneti delle Madonie. — Quad. Bot. Ambientale Appl., 1:33-59

- Schicchi R., 1998 — Spontaneizzazione di Alnus cordata (Loisel.) Desf. (Betulaceae) sulle Madonie (Sicilia). — Naturalista Sicil., 12(3-4): 447-455

- Schicchi R., 1999 — Spontaneizzazione di Ficus microcarpa L. (Moraceae) e Cardiospermum grandiflorum Sw. (Sapindaceae) in Sicilia. Naturalista Sicil. 13 (1-2), pp. 315-317

- Raimondo, F.M., Schicchi, R. 1998 — Il popolamento vegetale della riserva naturalle dello Zingaro (Sicilia): indagini sulla flora, sulla vegetazione e sull'uso tradizionale delle piante presenti nella riserva ai fini della gestione, della salvaguardia e dell'educazione ambientale. Vol. 3 de Collana Sicilia foreste. Editor Univ. degli studi di Palermo, Dip. Scienze botaniche, 205 pp.

## Honores
Miembro de
- Società Botanica Italiana
- OPTIMA
- Società Italiana di Scienza della Vegetazione e della Società Siciliana di Scienze Naturali.

- La abreviatura «Schicchi» se emplea para indicar a Rosario Schicchi como autoridad en la descripción y clasificación científica de los vegetales.[1]